# Distrito de Hawf
El Distrito de Hawf es un distrito de la gobernación de Al Mahrah, Yemen. A partir de 2003, el distrito tenía una población de 5143 habitantes. El área de Hawf fue nominada para ser un sitio natural del Patrimonio de la Humanidad de la Unesco en agosto de 2002. El estado actual aparece como tentativamente aprobado.

## Clima
En Hawf, el clima es cálido y seco. La mayor parte de la lluvia cae en el invierno. La clasificación climática de Köppen-Geiger es Bwh. La temperatura media anual en Hawf es 26,2 °C. Alrededor de 51 mm de precipitación cae anualmente.
| Parámetros climáticos promedio de Hawf | Parámetros climáticos promedio de Hawf | Parámetros climáticos promedio de Hawf | Parámetros climáticos promedio de Hawf | Parámetros climáticos promedio de Hawf | Parámetros climáticos promedio de Hawf | Parámetros climáticos promedio de Hawf | Parámetros climáticos promedio de Hawf | Parámetros climáticos promedio de Hawf | Parámetros climáticos promedio de Hawf | Parámetros climáticos promedio de Hawf | Parámetros climáticos promedio de Hawf | Parámetros climáticos promedio de Hawf | Parámetros climáticos promedio de Hawf |
| Mes                                    | Ene.                                   | Feb.                                   | Mar.                                   | Abr.                                   | May.                                   | Jun.                                   | Jul.                                   | Ago.                                   | Sep.                                   | Oct.                                   | Nov.                                   | Dic.                                   | Anual                                  |
| -------------------------------------- | -------------------------------------- | -------------------------------------- | -------------------------------------- | -------------------------------------- | -------------------------------------- | -------------------------------------- | -------------------------------------- | -------------------------------------- | -------------------------------------- | -------------------------------------- | -------------------------------------- | -------------------------------------- | -------------------------------------- |
| Temp. máx. media (°C)                  | 27.4                                   | 27.9                                   | 30.4                                   | 32.6                                   | 34.4                                   | 34.6                                   | 31.7                                   | 31.2                                   | 31.9                                   | 31.6                                   | 30.5                                   | 28.2                                   | 31                                     |
| Temp. mín. media (°C)                  | 16.7                                   | 18.1                                   | 20.1                                   | 22.5                                   | 25.0                                   | 25.9                                   | 24.6                                   | 23.7                                   | 23.5                                   | 21.1                                   | 19.3                                   | 17.9                                   | 21.5                                   |
| Precipitación total (mm)               | 4                                      | 3                                      | 4                                      | 10                                     | 1                                      | 2                                      | 7                                      | 8                                      | 1                                      | 2                                      | 4                                      | 5                                      | 51                                     |
| Fuente: Climate-Data.org,Climate data  |                                        |                                        |                                        |                                        |                                        |                                        |                                        |                                        |                                        |                                        |                                        |                                        |                                        |